# Pierre de Castelnau
Pour les articles homonymes, voir Castelnau.
Pierre de Castelnau est un prêtre catholique, né vers 1170 et assassiné le 14 janvier 1208 près de l'abbaye de Saint-Gilles-du-Gard. Durant sa vie, il tente de convertir les cathares. Sa mort est à l'origine de la croisade des Albigeois.

## Biographie
Chanoine de la cathédrale de Maguelone, Pierre de Castelnau est nommé par l'évêque Godefroi comme archidiacre en 1199. Mais en 1201, il décide de se retirer dans l'abbaye cistercienne de Fontfroide et de devenir moine. 
En 1204, il est nommé légat pontifical par Innocent III avec mission de « ramener les albigeois à la foi chrétienne ». Le pape le missionne, avec des moines de son abbaye, pour une mission de paix dans la région de Toulouse. Il a pour collègue Ramier (ou Rainier), moine de Cîteaux. En cette qualité de légat pontifical extraordinaire, il tente vainement d'endiguer l'hérésie cathare dans le Midi de la France,.
En 1206, ces moines itinérants sont rejoints par Dominique de Guzmán, fondateur de l'ordre des Frères Prêcheurs qui leur propose un nouveau mode d'action : ils entreprennent d'annoncer l'Évangile à la manière des Apôtres, en se déplaçant à pied et en observant la pauvreté. Les résultats des conversions sont bien meilleurs. En 1207, c'est Bertrand de Chalencon, évêque du Puy qui les rejoint à son tour. Pierre de Castelnau tente d'obtenir l'appui des seigneurs locaux pour obtenir leur contribution dans la lutte contre l'hérésie. Un accord est trouvé et signé, sauf par le comte de Toulouse Raymond VI « qui se dérobe ». Le légat l'excommunie et interdit sur ces terres que soient célébrés les sacrements (messe, baptême, mariage, etc.). Pour régler le différend, les deux hommes se retrouvent à l'abbaye de Saint-Gilles. Mais la rencontre est un échec, et en partant, Pierre de Castelnau reçoit un coup de lance de la part d'un officier de Raymond VI. Ce dernier est suspecté, et il est excommunié. Ce meurtre qui provoque une forte émotion dans le monde chrétien est à l'origine de la croisade des Albigeois,.
Pierre de Castelnau est enterré dans l'abbaye de Saint-Gilles. Il est très vite vénéré comme un martyr par la population. Déclaré martyr par Innocent IV, puis béatifié, sa mémoire est célébrée le 15 janvier, dans les diocèses de Carcassonne et Nîmes, et le 5 mars dans le diocèse de Montpellier.